# Sandy Hill
Sandra Hill Pittman (Los Gatos, California; 12 de abril de 1955) es una socialité, montañista, autora y ex editora de moda estadounidense. Sobrevivió al desastre del Monte Everest de 1996 poco después de alcanzar la cumbre y convertirse en la 34ª mujer en conseguirlo, siendo además la segunda mujer estadounidense en ascender las Siete Cumbres.

## Biografía
Natural de California, su padre dirigía un negocio exitoso que alquilaba baños portátiles para obras de construcción. Se graduó en la Universidad de California en Los Ángeles antes de mudarse a Nueva York para trabajar como compradora para la empresa Bonwit Teller. Después de conocer a una editora de Mademoiselle, consiguió un puesto como editora de merchandising de la revista, pasando más adelante a ser editora de belleza de la revista Brides. Hasta 1986 Hill se desempeñó como presidenta de una división del conglomerado RJR Nabisco llamado "In Fashion", produciendo programas de televisión sobre moda y estilo, como Fashion America, uno de los primeros programas de televisión en presentar comentarios de moda, videos y metraje de pasarela. Hill también trabajó como editora colaboradora para otras publicaciones como Vogue y Condé Nast Traveler.
Hill estuvo brevemente casada con Jerry Solomon, quien trabajaba en el negocio del deporte y era un estudiante graduado de Columbia en ese momento; la pareja se divorció cuando ella tenía 23 años. En julio de 1979, Hill se casó con el cofundador y ejecutivo de medios de MTV, Robert Pittman, con quien tuvo un hijo, Robert T. "Bo" Pittman. La pareja se divorció en 1997 y Hill recibió un acuerdo de 20 millones de dólares de su exmarido. Hill conoció al snowboarder Stephen Koch mientras escalaba el monte Everest en abril de 1996, y vivieron juntos en Nueva York hasta 1997.
En 1998, Hill asistió a la Escuela de Graduados de Arquitectura, Planificación y Preservación de Columbia en Nueva York para estudiar conservación y restauración arquitectónica. Se graduó en el año 2000.
Hill se casó en terceras nupcias con el comerciante de materias primas Thomas Dittmer en abril de 2001 y compraron un rancho y un viñedo en el valle de Santa Ynez (California). Hill solicitó el divorcio en 2008 e intentó, sin éxito, invalidar legalmente el acuerdo prenupcial de la pareja.

## Experiencia en el montañismo
Hill comenzó a practicar montañismo cuando era adolescente; su primera cumbre, a los 13 años, fue Disappointment Peak en la cordillera Teton, en las Montañas Rocosas. En 1992 comenzó su carrera deportiva de altura para convertirse en la primera mujer estadounidense en escalar las Siete Cumbres, los picos más altos de cada continente. Su primera cumbre fue el Aconcagua, que alcanzó en el año 1992. A esta le siguieron el Denali (1992), el macizo Vinson (1993), el Elbrús (1993), Kilimanjaro (1993), el monte Kosciuszko (1994) y el Puncak Jaya (1995). Hill finalmente alcanzaría la última cubre en su lista, la del monte Everest en el año 1996, convirtiéndose así en la segunda mujer estadounidense en escalar las Siete Cumbres, después de Mary "Dolly" Lefever.
Hill había intentado subir al Everest en dos ocasiones previas. En 1993, alcanzó los 7200 metros de altura en una expedición guiada siguiendo la ruta tradicional del Collado Sur. Un año más tarde consiguió el patrocinio corporativo para un intento de escalar la difícil Cara del Kangshung, guiada personalmente por el alpinista estadounidense Alex Lowe, pero la expedición fue rechazada por el peligro de una avalancha en la montaña.

### Desastre del Everest de 1996
Hill fue una de las personas que sobrevivió al desastre que aconteció a las compañías que trataban de llegar a la cumbre del monte Everest en mayo de 1996. Como parte de la expedición Mountain Madness, encabezada por Scott Fischer, durante lo que fue su tercer intento de escalar el Everest, llegó a un acuerdo con NBC Interactive Media para transmitir la información de la escalada desde el campo base a los escolares en los Estados Unidos, habiendo un video blog diario y comentando las circunstancias del viaje de su equipo. Hill consiguió llegar a la cumbre. Tanto ella como el resto de su equipo se encontraba bajando por la arista sur de la montaña cuando una fuerte tormenta los golpeó, haciendo imposible para ella y sus compañeros de equipo, incluidos Tim Madsen y Charlotte Fox, encontrar el Campamento IV. Los tres escaladores fueron rescatados por Anatoli Boukreev, segundo de Scott en la expedición.
Ocho personas murieron y el desastre fue cubierto en numerosos artículos de revistas y entrevistas con otros sobrevivientes. Jon Krakauer, quien fue enviado a la escalada para informar sobre la comercialización del Everest y el creciente número de clientes ricos sin experiencia, más tarde amplió su artículo de la revista Outside de septiembre de 1996 a un libro con el mismo título, Mal de altura (1997). Sin embargo, Hill y los demás tenían experiencia previa en escalada. Hill refutó afirmaciones negativas en varios medios de comunicación, incluida una entrevista con Newsweek, en la que afirmó: "Nos comportamos como un equipo en todo momento". Altamente visible en los medios antes de la escalada, ella creía que estaba "encasillada como una rica neoyorquina", lo que "pintaba una imagen tan fácil de villana allí mismo".
En una entrevista de 2006 con Outside, Hill defendió las decisiones de Boukreev sobre el Everest y atacó a los medios de comunicación y a varios autores y periodistas que cubrieron el desastre, diciendo que "la mayor parte de lo que se informó en 1996 era prejuicioso, sensacionalista y exagerado (en el mejor de los casos, ficción emocionante) pero no periodismo". Boukreev recibió un premio por heroísmo del Alpine Club, y contó su historia en el libro The Climb: Tragic Ambitions on Everest (1997), que era al menos en parte una respuesta al relato de Krakauer, en el que Krakauer había culpado en parte de las acciones posteriores de la tormenta a Boukreev, Hill y algunos otros.
En la edición de agosto de 1997 de Vogue, Hill escribió sobre toda la experiencia y entró en detalles sobre su larga historia como escaladora y su pasión por la escalada que se desarrolló cuando era joven. Habló sobre las dificultades que experimentó durante sus escaladas de las Siete Cumbres y sobre los peligros reales que experimentó durante su escalada final del Everest.
En el largometraje de 2015 Everest, Hill era interpretada por la actriz británica Vanessa Kirby.